# Nesalcis rufivenata
Nesalcis rufivenata là một loài bướm đêm trong họ Geometridae.